# Nodo di sant'Andrea

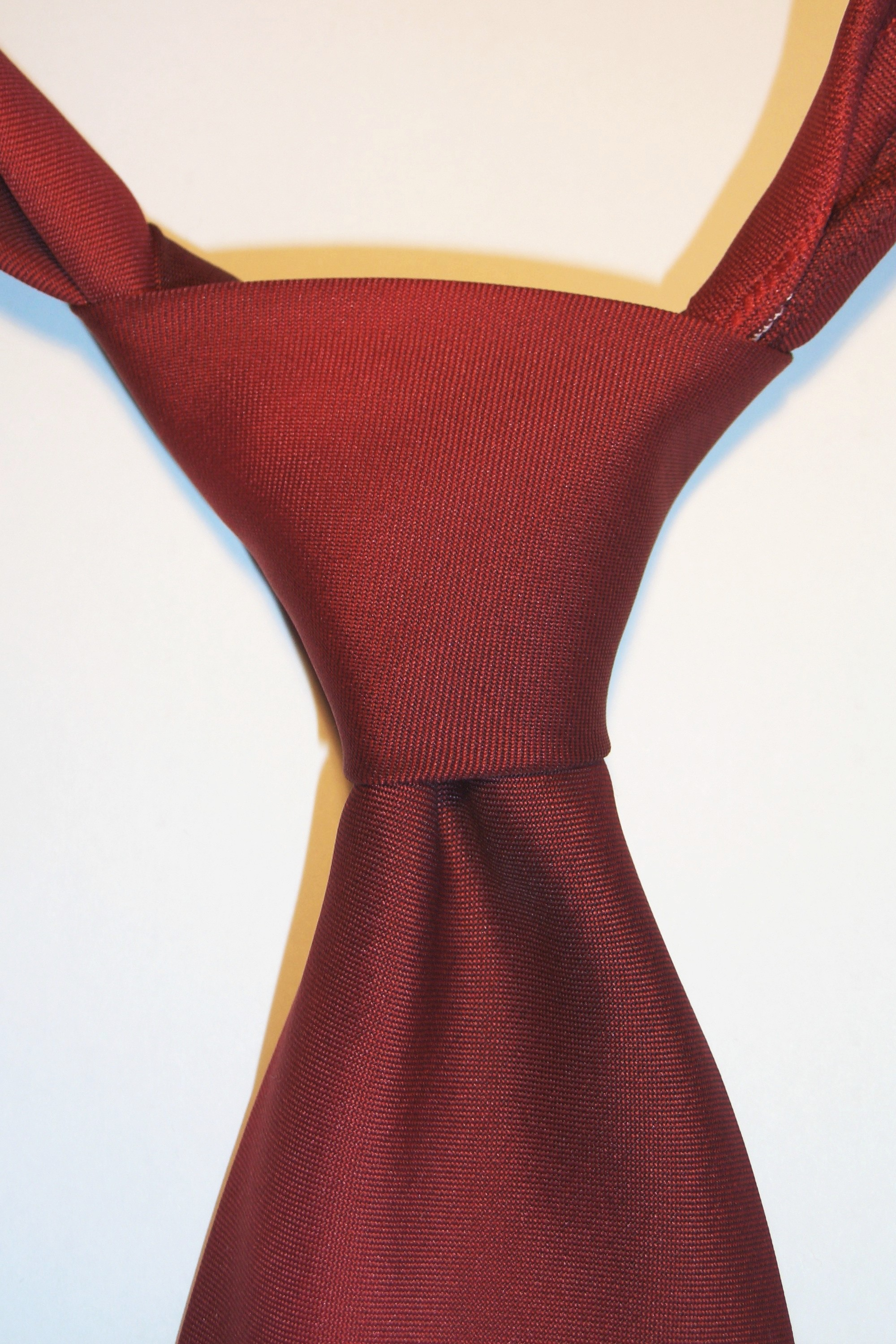
Un nodo di sant'Andrea.

Con l'espressione nodo di sant'Andrea (o nodo St.Andrew) si intende un particolare metodo di annodare la cravatta. Molto raro, si tratta di un nodo stretto che appoggia trasversalmente sul colletto. Se eseguito correttamente fa sporgere leggermente la cravatta dal collo prima di ricadere sul petto. La sua realizzazione ha la particolarità di cominciare con la cravatta indossata a rovescio, ossia con la cucitura nella parte superiore.